# Мережа радіо Філіппін
Мережа радіо Філіппін (англ. Radio Philippines Network скор. RPN) — філіппінська телерадіокомпанія, розташована в Кесон-Сіті. В даний час контрольною часткою компанії володіє Nine Media Corporation з групи компаній ALC; разом з іншими зацікавленими сторонами, Президентським офісом із комунікацій (PCO) і Far East Managers and Investors Inc (у власності родини Роберто Бенедікто), і приватним сектором. Головний офіс і передавач мережі знаходяться в Кесон-Сіті. Компанія була заснована Джеймсом Лінденбергом. До приватизації, це була сестринська станція Intercontinental Broadcasting Corporation, що зараз належить та контролюється урядом і була раніше прикріпленим агентством PCO, незважаючи на міноритарну частку власності у 20%.